# Ranitidina
La ranitidina (INN) es un antagonista H2, uno de los receptores de la histamina, que inhibe la producción de ácido gástrico (ácido estomacal), comúnmente era usado en el tratamiento de la úlcera péptica (PUD) y en el reflujo gastroesofágico (ERGE). 
Habitualmente se comercializaba con varios nombres, como la marca registrada Zantac, de Boehringer Ingelheim, en México como "Ranisen" de Senosiain, en Chile como FLATOP de Biosyntec y con varios otros nombres por muchas otras compañías.
El 1 de febrero de 2020 la FDA solicitó el retiro del mercado de todos los productos que contengan ranitidina, debido a que posee un compuesto potencialmente cancerígeno en altas dosis y se está investigando en profundidad el fármaco.

## Uso clínico
Ciertas preparaciones de ranitidina estaban disponibles sin receta (OTC) en varios países. En los Estados Unidos como tabletas de 75 mg y 150 mg, también de venta libre. En Australia, presentaciones pequeñas de 150 mg y tabletas de 300 mg son Schedule 2 Pharmacy Medicines. Los envases mayores requerían prescripción.
Fuera de los Estados Unidos, la ranitidina se combina con bismuto (protector estomacal) como sal citrato (citrato de ranitidina bismuto, Tritec®), para tratar infecciones de Helicobacter pylori. Esta combinación suele administrarse con claritromicina, otro antibiótico.

## Farmacocinética
Es absorbido con rapidez después de su administración oral, y alcanza concentraciones plasmáticas máximas al cabo de 1 a 3 horas. Solo un pequeño porcentaje se encuentra unido a proteínas plasmáticas.
La ranitidina se encuentra también en preparaciones administradas por vías intravenosa e intramuscular.

## Historia y desarrollo
La ranitidina fue desarrollada por Glaxo (ahora GlaxoSmithKline) en un esfuerzo exitoso de Smith, Kline & French (GlaxoSmithKline) con su primera histamina H2-antagonista receptor: cimetidina. La ranitidina fue resultado de un proceso de diseño racional de droga usando lo que daría como resultado un refinado modelo de histamina H2-receptor, con relaciones cuantitativas estructurales de actividad (QSAR).
Glaxo refinó luego el modelo reemplazando el anillo imidazol de la cimetidina por un anillo furano con un sustituyente que contiene nitrógeno, con lo que se obtuvo finalmente la ranitidina. Se encontró que la ranitidina presenta un perfil de tolerancia mucho mejor (es decir, menos reacciones adversas al medicamento), una acción más prolongada y una actividad de cuatro a diez veces mayor que la de la cimetidina.
La ranitidina se introdujo en 1981 y fue la prescripción más vendida del mundo en 1988. Desde entonces ha sido sustituida ampliamente por fármacos más efectivos, y el omeprazol es el fármaco que ha tenido las ventas más altas durante varios años.[cita requerida]
El 16 de septiembre de 2019 la FDA encontró Archivado el 20 de septiembre de 2019 en Wayback Machine. en pequeñas cantidades la sustancia cancerígena dimetilnitrosamina (NDMA, por sus siglas en inglés).
El 9 de julio de 2020 el Instituto Nacional de Vigilancia de Medicamentos y Alimentos (INVIMA) ordenó retirar todo medicamento de Ranitidina del mercado, debido a que el mismo contenía Nitroso Dimetil Amina (NDMA) el cual al degradarse aumenta el riesgo de sufrir cáncer, por lo que actualmente este medicamento está siendo retirado del mercado y de todas las droguerías, su uso se reserva actualmente en hospitales, quedando bajo investigación a la fecha para posibles riesgos, no se recomienda detener su uso sin consultar a su médico. Para más información léase: https://www.fda.gov/news-events/press-announcements/la-fda-solicita-el-retiro-del-mercado-de-todos-los-productos-hechos-base-de-ranitidina-zantac